# Apocheiridium ferum
Apocheiridium ferum – gatunek zaleszczotka z rodziny Cheiridiidae. Występuje od Półwyspu Iberyjskiego po środkową część Azji.

## Taksonomia
Gatunek ten opisany został po raz pierwszy w 1879 roku przez Eugène’a Simona pod nazwą Cheiridium ferum. Jako miejsca typowe wskazano Arcachon we francuskiej Nowej Akwitanii. W 1924 roku Ralph Vary Chamberlin przeniósł go do rodzaju Apocheiridium.

## Morfologia
Zaleszczotek ten ma prosomę nakrytą karapaksem o zarysie trójkątnym z niewystającymi kątami barkowymi i zaopatrzonym w cucullus. Wyposażony jest w jedną parę oczu wyraźnie odsuniętą od przedniej krawędzi karapaksu. Niektóre tergity i sternity są przynajmniej częściowo podzielone. Szczękoczułki zwieńczone są szczypcami; ich palec ruchomy ma jeden lub dwa ząbki położone przedwierzchołkowo oraz szczecinkę galealną położoną subdystalnie. Nogogłaszczki zaopatrzone są w szczypce, na których palcach znajdują się ujścia gruczołów jadowych. Palec ruchomy nogogłaszczków wyposażony jest w pojedyncze trichobotrium. Udo nogogłaszczka jest w części nasadowej rozszerzone. Wszystkie cztery pary odnóży krocznych pozbawione są kolców na biodrach.

## Występowanie
Gatunek palearktyczny. Znany jest z Portugalii, Hiszpanii, Francji, Niemiec, Szwajcarii, Austrii, Włoch, Polski, Czech, Rumunii, Bułgarii, Turcji i Uzbekistanu.